# KK Rabotnički
El KK Rabotnički (en macedonio: КК Работнички, literalmente Club de Baloncesto de los Trabajadores) es un club de baloncesto profesional macedonio de la ciudad de Skopie. Milita en la Prva Liga, máxima categoría del baloncesto nacional. Disputa sus partidos en el Sportskata Sala Gradski Park, con capacidad para 1400 espectadores. 
Es el club más laureado de Macedonia del Norte, con 15 ligas y 10 copas en su palmarés.

## Historia
Fundado en 1946 en Skopie, es el club de baloncesto más exitoso de Macedonia del Norte, aparte de ser el más antiguo. 
En 1964 se convirtieron en miembros de la primera federal "A" liga de la antigua Federación formada por seis Repúblicas de Yugoslavia, compitiendo en esa liga hasta 1990. En la temporada 1991-92, el equipo jugó en la Liga Yugoslava de Baloncesto. Aunque nunca ganaron un campeonato federal, fueron subcampeones de la Copa Yugoslava de Baloncesto en dos ocasiones: 1976 y 1983. 
En 1976 llegaron a las semifinales de la Recopa de Europa, donde perdieron contra el Cinzano Milano, en lo que fue su mayor éxito a nivel europeo. Asimismo, poseen 11 Liga de la República de Macedonia del Norte (1947, 1948, 1949, 1950, 1951, 1952, 1953, 1960, 1961, 1963 y 1964) y 4 Copa de la República de Macedonia del Norte (1976, 1983, 1985 y 1988).

## Nombres
- KK Godel-Rabotnički (hasta 2001)
- KK Fersped-Rabotnički (2001-2013)
- KK Rabotnički AD Skopje (2013–presente)

## Posiciones en liga
| - 1983: (2) - 1984: 11º-(1) - 1985: (2) - 1986: 10º-(1) - 1987: 12º-(1) - 1988: (2) - 1989: (2) - 1990: 2º-(2) - 1991: 1º-(2) - 1992: 3º-(1) - 1993: 1º - 1994: 1º - 1995: 1º - 1996: 1º - 1997: 1º - 1998: 1º - 1999: 1º | - 2000: 2º - 2001: 1º - 2002: 1º - 2003: 1º - 2004: 1º - 2005: 2º - 2006: 1º - 2007: 2º - 2008: 4º - 2009: 2º - 2010: 5º - 2011: 3º - 2012: 6º - 2013: 4º - 2014: 2º - 2015: 2º - 2016: 6º |

## KK Rabotnički en competiciones europeas
Recopa de Europa 1975/1976
| Fase de grupos | KK Rabotnički  | Olympiacos    | 90-79  | 91-71  |  |
| Fase de grupos | KK Rabotnički  | CSKA Sofia    | 117-88 | 90-84  |  |
| Fase de grupos | KK Rabotnički  | Tours         | 83-99  | 90-107 |  |
| Semifinales    | Cinzano Milano | KK Rabotnički | 90-67  | 104-89 |  |

Copa de Europa 1993/1994
| 2ª ronda       | Mustang Jeans Den Helder | KK Rabotnički      | 92-76   | 85-62  |  |
| Fase de grupos | Smelt Olimpija           | KK Rabotnički      | 89-77   | 66-80  |  |
| Fase de grupos | KK Rabotnički            | Croatia Osiguranje | 85-91   | 82-74  |  |
| Fase de grupos | KK Rabotnički            | Tofaş              | 109-107 | 92-87  |  |
| Fase de grupos | Taugrés                  | KK Rabotnički      | 113-90  | 102-97 |  |
| Fase de grupos | Fidefinanz Bellinzona    | KK Rabotnički      | 87-70   | 92-94  |  |

Copa de Europa 1994/1995
| 1ª ronda | Honvéd | KK Rabotnički | 99-82 | 73-64 |  |

Copa de Europa 1995/1996
| 1ª ronda | KK Rabotnički | Budivelnyk | 65-64 | 83-69 |  |

Eurocopa 1996/1997
| Fase de grupos | Scavolini Pesaro  | KK Rabotnički                 | 95-77 | 78-71 |
| Fase de grupos | ASK Riga          | KK Rabotnički                 | 99-80 | 84-97 |
| Fase de grupos | KK Rabotnički     | Fenerbahçe                    | 78-84 | 90-61 |
| Fase de grupos | KK Rabotnički     | Kovinotehna Savinjska Polzela | 89-91 | 74-66 |
| Fase de grupos | Nobiles Włocławek | KK Rabotnički                 | 82-76 | 86-88 |

Eurocopa 1997/1998
| Fase de grupos | Tofaş             | KK Rabotnički | 73-47  | 76-77 |
| Fase de grupos | KK Rabotnički     | BIPA-Moda     | 57-77  | 78-63 |
| Fase de grupos | KK Rabotnički     | Torpan Pojat  | 80-81  | 85-55 |
| Fase de grupos | Pinturas Bruger   | KK Rabotnički | 105-72 | 55-70 |
| Fase de grupos | Žemaitijos Lokiai | KK Rabotnički | 86-70  | 78-88 |

Copa Saporta 1999/2000
| Fase de grupos | KK Rabotnički | Mazowzanka    | 64-65 | 84-41 |
| Fase de grupos | KK Rabotnički | Tau Cerámica  | 57-73 | 70-49 |
| Fase de grupos | Bosna         | KK Rabotnički | 59-52 | 51-82 |
| Fase de grupos | PSG Racing    | KK Rabotnički | 83-43 | 57-70 |
| Fase de grupos | KK Rabotnički | Illiabum      | 68-76 | 67-68 |

Copa Korać 2000/2001
| 1ª ronda | KK Rabotnički | Igokea | 63-71 | 70-70 |  |

FIBA Europe Champions Cup 2002/2003
| Fase de grupos | KK Rabotnički           | Yambolgas       | 75-69  | 85-73 |
| Fase de grupos | Hapoel Migdal Jerusalem | KK Rabotnički   | 90-64  | 89-90 |
| Fase de grupos | KK Rabotnički           | Pınar Karşıyaka | 66-96  | 99-91 |
| Fase de grupos | Vojvodina               | KK Rabotnički   | 102-77 | 81-83 |
| Fase de grupos | KK Rabotnički           | Peristeri       | 59-72  | 85-72 |

FIBA Europe Cup 2003/2004
| Fase de grupos           | CSU Asesoft Ploiești | KK Rabotnički | 60-46  | 75-66 |
| Fase de grupos           | KK Rabotnički        | Fenerbahçe    | 91-87  | 80-65 |
| Fase de grupos           | Elma Apoel           | KK Rabotnički | 93-100 | 81-77 |
| Semifinal de conferencia | KK Rabotnički        | Keravnos      | 96-75  |       |
| Final de conferencia     | Tuborg Pilsener      | KK Rabotnički | 80-78  |       |

FIBA Europe League 2004/2005
| Fase de grupos | KK Rabotnički | BC Kyiv       | 62-88  | 102-73 |
| Fase de grupos | CSKA Sofia    | KK Rabotnički | 97-84  | 82-81  |
| Fase de grupos | Fenerbahçe    | KK Rabotnički | 109-60 | 67-79  |
| Fase de grupos | Galil Elyon   | KK Rabotnički | 92-87  | 97-109 |
| Fase de grupos | KK Rabotnički | ČEZ Nymburk   | 102-86 | 84-60  |
| Fase de grupos | KK Rabotnički | UNICS Kazan   | 95-99  | 87-53  |

## KK Rabotnički en la Balkan League
| Equipo              | 2008/2009             | 2009/2010        |
| Euroins Cherno More | 81-61 / 78-62         | 61-96 / 86-76    |
| Dinamo București    | 67-51 / 66-72         | No participó     |
| Feni Industries     | 62-90                 |                  |
| Levski Sofia        | 98-88 / 74-83         |                  |
| Lovćen              | No participó          | 102-108 / 104-50 |
| Mega Hypo Leasing   | 90-89 / 77-68         | No participó     |
| Metalac Valjevo     | No participó          | 61-80 / 88-63    |
| Rilski Sportist     | 87-92 / 72-65 / 84-77 | 80-76 / 111-85   |
| Posición            | 2º                    | 11º              |
| Resultado           | (7-5)                 | (1-7)            |

## Palmarés
- Campeón de la Liga de la República de Macedonia

1947, 1948, 1949, 1950, 1951, 1952, 1953, 1960, 1961, 1963, 1964
- Campeón de la Copa de la República de Macedonia

1976, 1983, 1985, 1988
- Subcampeón de la Copa Yugoslava de Baloncesto

1976, 1983
- Semifinales de la Recopa de Europa

1975-76
- Campeón de la Prva Liga

1993, 1994, 1995, 1996, 1997, 1998, 1999, 2001, 2002, 2003, 2004, 2005, 2006, 2009
- - Subcampeón de la Prva Liga

2000, 2007, 2011, 2014
- Campeón de la Copa de baloncesto de Macedonia del Norte

1993, 1994, 1998, 2003, 2004, 2005, 2006, 2011, 2015
- - Subcampeón de la Copa de baloncesto de Macedonia del Norte

1996, 2000, 2001, 2002
- Finalista de la FIBA Europe Cup Conferencia Sur

2004
- Subcampeón de la Balkan League

2009
- Campeón de la Supercopa de Macedonia

2011

## Jugadores destacados
| - Bariša Krasić - Josip Lovrić - Milan Milošević - Yordan Kolev - Sanjin Kalaica - Saša Vukas - Siniša Avramovski - Pero Blazevski - Dušan Bocevski - Ilija Bocevski - Eftim Bogoev - Vladimir Brčkov - Gjorgji Čekovski - Jordančo Davitkov - Ivica Dimčevski - Goran Dimitrijević - Aleksandar Dimitrovski - Todor Gečevski - Blagoja Georgievski - Goce Gerasimovski - Marjan Gjurov - Stojan Gjuroski - Toni Grnčarov - Enes Hadžibulić - Marjan Janevski - Budimir Jolović - Dejan Jovanovski - Nikola Karakolev - Gjorgji Knjazev - Gjorgji Kočov | - Aleksandar Kostoski - Filip Kralevski - Bojan Krstevski - Mirza Kurtović - Lazar Lečić - Janko Lukovski - Jovan Markovski - Slobodan Mihajlovski - Dimitar Mirakovski - Vasko Najkov - Boris Nešović - Kiril Pavlovski - Jane Petrovski - Dragan Radosavljević - Emil Rajković - Goran Samardžiev - Marko Simonovski - Darko Sokolov - Marjan Srbinovski - Srdjan Stanković - Vrbica Stefanov - Ognen Stojanovski - Dime Tasovski - Bojan Trajkovski - Goran Veselinovski - Vlatko Vladičevski - Gjorgje Vojnović - Igor Bijelić - Miloš Komatina - Milos Savovic | - Rafael Maldonado - Srdjan Božić - Vladimir Dragutinović - Rade Džambić - Vladimir Filipović - Marko Ivanović - Nemanja Jelesijević - Predrag Joksimović - Djordje Jovanović - Zoran Jovanović - Aleksandar Kalanj - Dušan Knežević - Zoran Majkić - Aleksandar Mitrović (baloncestista nacido en 1990) - Danilo Mitrović - Nemanja Paunovic - Luka Pavićević - Miljan Pavković - Miloš Pavlović (baloncestista nacido en 1984) - Filip Petrovic - Vladimir Popović (baloncestista nacido en 1982) - Stefan Popovski-Turanjanin - Dragan Smiljanić - Filip Sunturlić - Dragoljub Vidačić - Vladimir Zujović - Rudy Mbemba - Bora Hun Paçun - Maurice Blanding - Brandon Cole (baloncestista nacido en 1984) | - William Coleman (baloncestista nacido en 1988) - Paul Culbertson - Leemire Goldwire - Ricky Harry - Vernand Hollins - Kendrick Johnson - Hameed Kashif - Vincent King - Ronnie Ross - John Sharper - Gary Ware - Persey White - Antoni Wyche - Phil Zevenbergen - Goran Ikonić - Riste Stefanov - Aleksandar Ugrinoski - Omondi Amoke - Ersid Ljuca - Blagoj Janev - Pero Antić - William Njoku - Marko Djurković - Petar Nikolić - Toni Simić - Nenad Zivčević - Mohamed Abukar |

## Entrenadores
- Marin Dokuzovski
- Steruli Andonovski
- Tihomir Matevski
- Marjan Lazovski
- Lazar Lečić
- Emil Rajković
- Marjan Srbinovski
- Goran Krstevski
- Igor Gacov